# Nemophila (geslacht)
Nemophila is een plantengeslacht uit de familie Boraginaceae. De soorten zijn voornamelijk afkomstig uit het westen van de Verenigde Staten, maar komen ook voor in Canada, Mexico en het zuidoosten van de Verenigde Staten.

## Omschrijving
Nemophila-soorten zijn een- of tweejarig. Ze bloeien enkel in het voorjaar. De bloem heeft vijf identieke kroonblaadjes. Bosliefje (Nemophila menziesii) heeft blauwe blaadjes met een wit hart. Nemophila maculata heeft een witte kleur met aan het einde van het blad een paarsblauwe vlek. Het blad is lichtgroen. De planten worden tot 25 cm hoog. Ze groeien breeduit en ze zijn gemakkelijk te zaaien.

## Kweken
Nemophila wordt in de maand maart of april gezaaid. De zaden beginnen te kiemen binnen één tot twee weken bij een temperatuur van 18-22 °C. Als de zaailingen groot genoeg zijn, worden ze uitgeplant een op een zonnige plaats gezet. Dit gebeurt vanaf begin mei.
Er zijn elf soorten:
- Nemophila aphylla
- Nemophila breviflora
- Nemophila heterophylla
- Nemophila kirtleyi
- Nemophila maculata
- Nemophila menziesii
- Nemophila parviflora
- Nemophila pedunculata
- Nemophila phacelioides
- Nemophila pulchella
- Nemophila spatulata